# Melfalan
Melfalan (cu denumirea comercială Alkeran) este un medicament chimioterapic utilizat în tratamentul anumitor tipuri de cancer, în special al mielomului multiplu. Mai este utilizat în tratamentul cancerului ovarian, cancerului mamar și al policitemiei vera. Din punct de vedere structural, este un derivat de azot-iperită și de fenilalanină și face parte din categoria agenților alchilanți ai ADN-ului.